# La inocencia entre la virtud y el vicio
La inocencia entre la virtud y el vicio es un cuadro de la pintora Marie-Guillemine Benoist, realizado en 1790, que se encuentra en una colección privada.
En esta obra mitológica de Benoist, una de las primeras realizadas por la pintora, se manifiesta un espíritu feminista que se reflejará en gran parte de su obra cuyo principal protagonista será la mujer. Por ello, el vicio, generalmente representado en forma de mujer, aquí lo es por un hombre que persigue a la inocencia y la virtud.
La temática es representada por otros pintores desde otras ópticas, como Paolo Veronese en Alegoría de la Virtud y el Vicio.  